# Пунта Ала (Гросето)
Пунта Ала (итал. Punta Ala) је насеље у Италији у округу Гросето, региону Тоскана.
Према процени из 2011. у насељу је живело 402 становника. Насеље се налази на надморској висини од 16 м.